# Antonieta Galleguillos
Antonieta Galleguillos Manque (ur. 9 stycznia 1990) – chilijska judoczka.
Uczestniczka mistrzostw świata w 2007 i 2013. Startowała w Pucharze Świata w latach 2010-2013. Siódma na igrzyskach panamerykańskich w 2011. Brązowa medalistka igrzysk Ameryki Południowej w 2006, a także mistrzostw panamerykańskich w 2009. Zdobyła cztery medale mistrzostw Ameryki Południowej. Trzecia na MŚ juniorów w 2009 roku.